# Monzō Akiyama
Monzo Akiyama (秋山門造?, Akiyama Monzō; Kan'onji, 30 dicembre 1891 – Kwajalein, 2 febbraio 1944) è stato un militare giapponese, viceammiraglio della Marina imperiale giapponese attivo nella seconda guerra mondiale.

## Storia
Nato a Kan'onji nella Prefettura di Kagawa il 30 dicembre 1891, Akiyama si diplomò all'Accademia navale imperiale giapponese il 19 dicembre 1914 con il grado di guardiamarina, sessantaseiesimo su una classe di 117 cadetti. Dopo vari incarichi a bordo di navi da battaglia e incrociatori, fu promosso tenente il 1º dicembre 1920 e divenne un apprezzato ufficiale specializzato in artiglieria dopo aver frequentato numerosi corsi in materia, servendo anche come istruttore presso l'accademia navale e la scuola d'artiglieria. Capitano di corvetta dal dicembre 1926 e capitano di fregata dal dicembre 1932, dopo incarichi vari presso lo stato maggiore del 4º Distretto navale e come ufficiale esecutivo a bordo della nave da battaglia Haruna Akiyama ottenne il suo primo e unico comando in mare il 15 novembre 1937, quello della nave da trasporto Mamiya.
Promosso capitano di vascello nel dicembre 1937, dal dicembre 1938 ricoprì vari incarichi di comando a terra, tra cui quello di ufficiale comandante del 2º Distretto navale e quello di responsabile dell'Arsenale militare marittimo di Kure. Dopo lo scoppio della seconda guerra mondiale, Akiyama ottenne una promozione a contrammiraglio e nel maggio 1943 prese parte alla campagna delle isole Aleutine assumendo il comando della guarnigione giapponese dell'isola di Kiska. Dopo che il 30 maggio 1943 le forze statunitensi ebbero riconquistato la vicina isola di Attu annientandone la locale guarnigione giapponese, Akiyama ricevette l'ordine di preparare l'evacuazione delle forze nipponiche da Kiska, azione portata a termine con pieno successo il 29 luglio 1943.
Nel novembre 1943 Akiyama fu assegnato allo stato maggiore della 4ª Flotta, il comando territoriale incaricato della protezione del Mandato del Pacifico meridionale; il 29 novembre il contrammiraglio fu fatto ufficiale comandante della 6ª Forza di base, il complesso di forze terrestri di guarnigione assegnato alla protezione dell'arcipelago delle isole Marshall. L'arcipelago stava per diventare il prossimo obiettivo di una massiccia offensiva statunitense sferrata nel Pacifico centrale, e Akiyama si diede da fare per rinforzare le difese dei numerosi atolli delle Marshall pur senza poter contare su forze aeree o navali con cui contrastare la potente forza di invasione anfibia nemica. Gli statunitensi colpirono alla fine del gennaio 1944, aggirando gli atolli di confine più massicciamente difesi e colpendo direttamente il quartier generale della 6ª Forza di base nell'atollo di Kwajalein: la battaglia di Kwajalein imperversò dal 31 gennaio al 3 febbraio 1944, e vide la locale guarnigione giapponese finire completamente annientata dalla superiore potenza di fuoco messa in campo dagli statunitensi.
Akiyama fu ucciso il 2 febbraio 1944 durante un bombardamento statunitense sul suo posto di comando a Kwajalein; l'ufficiale fu promosso postumo al grado di viceammiraglio.